# Districtul Ban Thi
Ban Thi (în thailandeză บ้านธิ) este un district (Amphoe) din provincia Lamphun, Thailanda, cu o populație de 17.607 locuitori și o suprafață de 129 km².

## Componență
Districtul este subdivizat în 2 subdistrict (tambon), care sunt subdivizate în 34 de sate (muban).
| Nr. | Nume     | În thailandeză | Sate | Locuitori |  |
| --- | -------- | -------------- | ---- | --------- |  |
| 1.  | Ban Thi  | บ้านธิ           | 19   | 9,496     |  |
| 2.  | Huai Yap | ห้วยยาบ         | 15   | 8,111     |  |